# Scottish Women’s Premier League Cup 2022/23
Der Scottish Women’s Premier League Cup wurde 2022/23 zum 20. Mal ausgespielt. Der schottische Fußball-Ligapokal der Frauen, der unter den Teilnehmern der Scottish Women’s Premier League ausgetragen wurde, begann am 22. September 2022 und endete mit dem Finale am 11. Dezember 2022 im Tynecastle Park in Edinburgh. Der Wettbewerb wurde offiziell als Sky Sports Scottish Women’s Premier League Cup ausgetragen. Der Ligapokal wurde im K.-o.-System mit 16 Mannschaften ausgetragen. Wurde in einem Duell nach 90 Minuten und Verlängerung kein Sieger ermittelt, so wurde ein Spiel im Elfmeterschießen entschieden.
Als Titelverteidiger startete Celtic Glasgow in den Wettbewerb, das im Vorjahresfinale gegen den Glasgow City FC gewann. Im diesjährigen Endspiel um den Schottischen Liga-Pokal der Frauen standen sich die Glasgow Rangers und Hibernian Edinburgh gegenüber. Die Rangers erreichten das Endspiel zum ersten Mal in der Vereinsgeschichte. Der Rekordsieger mit sieben Titeln aus Edinburgh erreichte zum 12. Mal das Finale. Die Rangers konnten durch einen 2:0-Finalsieg zum ersten Mal den Pokal gewinnen.

## 1. Runde
Die 1. Runde wurde am 25. August 2022 ausgelost. Ausgetragen wurden die Spiele am 22. September 2022.
| Datum                         |                 | Ergebnis              |                        |
| ----------------------------- | --------------- | --------------------- | ---------------------- |
| 22. September 2022, 12:00 BST | FC Montrose     | 1:4                   | University of Stirling |
| 22. September 2022, 13:00 BST | Gartcairn Women | 3:1                   | Boroughmuir Thistle    |
| 22. September 2022, 13:00 BST | FC Queen’s Park | 5:1                   | FC East Fife           |
| 22. September 2022, 14:00 BST | FC Kilmarnock   | 2:2 n. V. (5:4 i. E.) | FC St. Johnstone       |

## 2. Runde
Die 2. Runde wurde am 20. September 2020 ausgelost. Ausgetragen wurden die Spiele am 2. Oktober 2022.
| Datum                      |                        | Ergebnis              |                     |
| -------------------------- | ---------------------- | --------------------- | ------------------- |
| 2. Oktober 2022, 12:45 BST | Partick Thistle        | 0:2                   | Celtic Glasgow      |
| 2. Oktober 2022, 14:00 BST | University of Stirling | 1:2                   | Glasgow Women       |
| 2. Oktober 2022, 15:00 BST | Heart of Midlothian    | 1:1 n. V. (4:5 i. E.) | FC Spartans         |
| 2. Oktober 2022, 15:00 BST | FC Queen’s Park        | 0:5                   | Glasgow Rangers     |
| 2. Oktober 2022, 16:00 BST | Hamilton Academical    | 0:8                   | Hibernian Edinburgh |
| 2. Oktober 2022, 16:00 BST | FC Kilmarnock          | 2:0                   | Gartcairn Women     |
| 2. Oktober 2022, 16:00 BST | FC Motherwell          | 2:1                   | Dundee United       |
| 2. Oktober 2022, 16:30 BST | Glasgow City FC        | 5:0                   | FC Aberdeen         |

## Viertelfinale
Das Viertelfinale wurde am 4. Oktober 2022 ausgelost. Ausgetragen wurden die Spiele am 23. Oktober 2022.
| Datum                       |                 | Ergebnis              |                     |
| --------------------------- | --------------- | --------------------- | ------------------- |
| 23. Oktober 2022, 12:00 BST | Glasgow Rangers | 5:0                   | FC Motherwell       |
| 23. Oktober 2022, 13:00 BST | Glasgow Women   | 0:9                   | Glasgow City FC     |
| 23. Oktober 2022, 14:00 BST | Celtic Glasgow  | 1:1 n. V. (2:4 i. E.) | FC Spartans         |
| 23. Oktober 2022, 16:00 BST | FC Kilmarnock   | 0:8                   | Hibernian Edinburgh |

## Halbfinale
Das Halbfinale wurde am 25. Oktober 2022 ausgelost. Ausgetragen wurde die Spiele am 6. November 2022.
| Datum                       |                 | Ergebnis |                     |
| --------------------------- | --------------- | -------- | ------------------- |
| 6. November 2022, 16:00 GMT | FC Spartans     | 0:4      | Glasgow Rangers     |
| 6. November 2022, 16:00 GMT | Glasgow City FC | 1:2      | Hibernian Edinburgh |

## Finale
| Glasgow Rangers                                               | Glasgow Rangers | Hibernian Edinburgh | Hibernian Edinburgh |
| ------------------------------------------------------------- | --- | --- | ------------------- |
| Glasgow Rangers                                               | \| 11. Dezember 2023 um 13:30 Uhr in Edinburgh (Tynecastle Park) \| \| Ergebnis: 2:0 (1:0) \| \| Zuschauer: 4.345 \| \| Schiedsrichter: Colin Whyte \| \| Spielbericht \| | \| 11. Dezember 2023 um 13:30 Uhr in Edinburgh (Tynecastle Park) \| \| Ergebnis: 2:0 (1:0) \| \| Zuschauer: 4.345 \| \| Schiedsrichter: Colin Whyte \| \| Spielbericht \|                                                                    | Hibernian Edinburgh |
| Glasgow Rangers                                               | Jenna Fife – Nicola Docherty, Hannah Davison, Kathryn Hill (90. Lisa Martinez), Rachel McLauchlan – Chelsea Cornet, Tessel Middag, Lizzie Arnot (83. Colette Cavanagh), Jenny Danielsson (10. Sam Kerr) – Brogan Hay (83. Emma Watson), Kayla McKenna (70. Kirsty Howat) Cheftrainer: Malky Thomson | Benedicte Håland – Leah Eddie, Joelle Murray , Siobhan Hunter, Lucy Parry – Rosie Livingstone (56. Liana Hinds), Ellis Notley, Shannon McGregor, Michaela McAlonie – Eilidh Adams, Krystyna Freda (56. Nor Mustafa) Cheftrainer: Dean Gibson | Hibernian Edinburgh |
| Glasgow Rangers                                               | 1:0 Lizzie Arnot (16.) 2:0 Kirsty Howat (76.) | | Hibernian Edinburgh |
| Glasgow Rangers                                               | Spieler des Spiels: Lizzie Arnot | | Hibernian Edinburgh |
| 11. Dezember 2023 um 13:30 Uhr in Edinburgh (Tynecastle Park) | | |                     |
| Ergebnis: 2:0 (1:0)                                           | | |                     |
| Zuschauer: 4.345                                              | | |                     |
| Schiedsrichter: Colin Whyte                                   | | |                     |
| Spielbericht                                                  | | |                     |